# Universidad del norte de Iowa

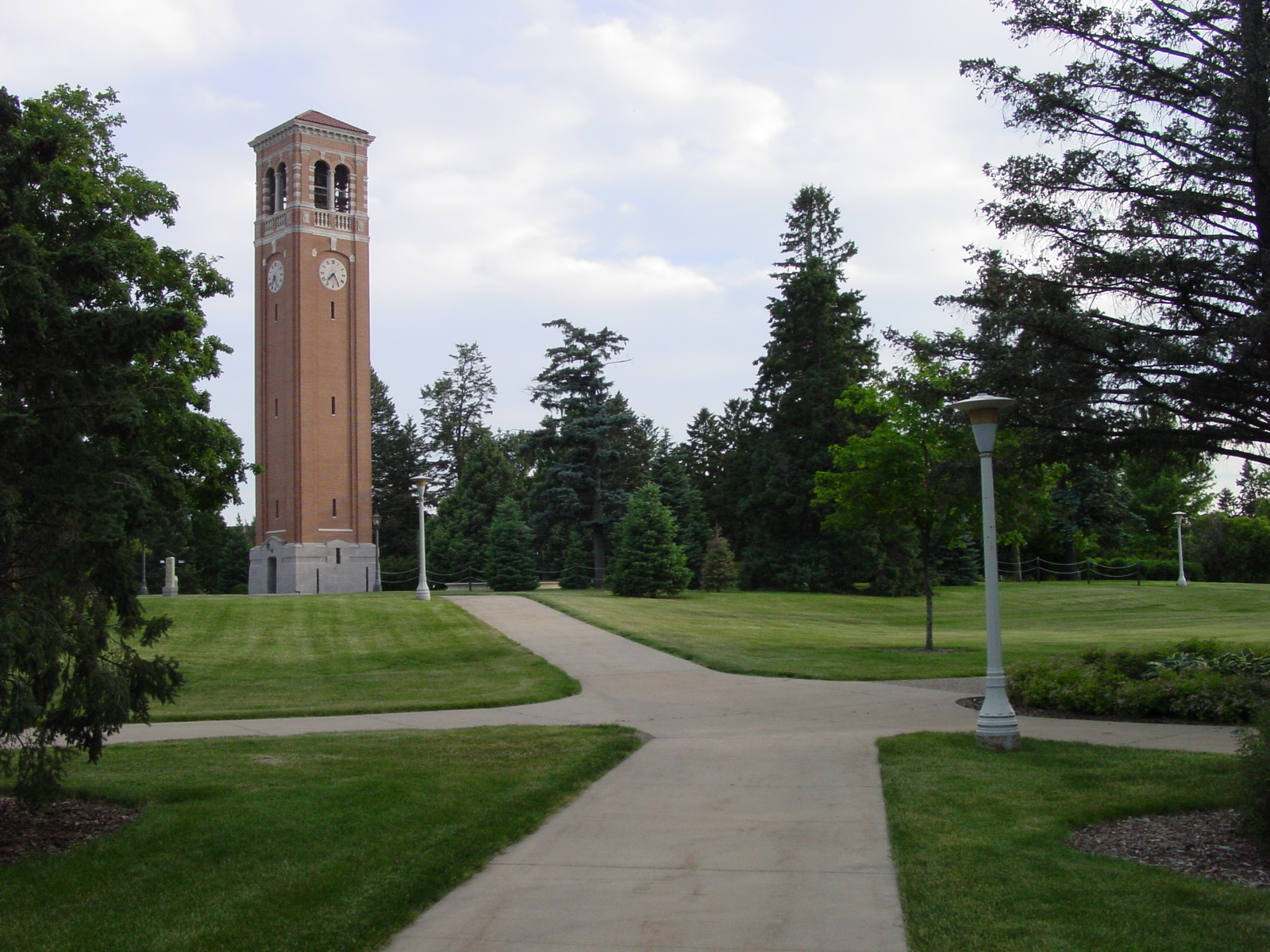
El Campanile es un hito universitario importante en el centro del campus de UNI.

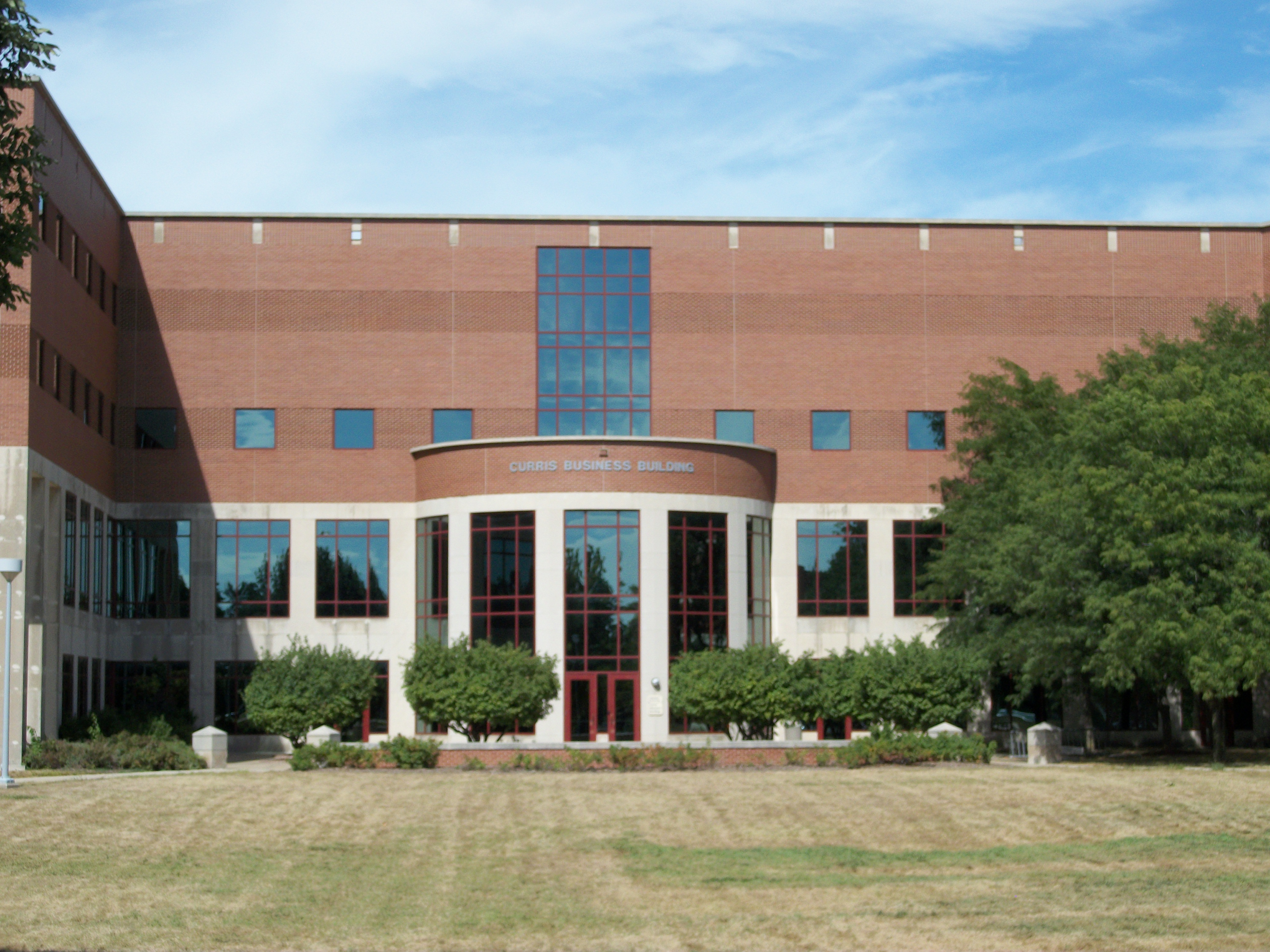
Edificio comercial Curris en la Universidad del Norte de Iowa

La Universidad del Norte de Iowa ( UNI ) es una universidad pública en Cedar Falls, Iowa. UNI ofrece más de 90 especializaciones en las facultades de Administración de Empresas, Educación, Humanidades, Artes y Ciencias, Ciencias Sociales y del Comportamiento y universidades de posgrado. La inscripción de otoño de 2019 fue de 10,497.  Más del 88 % de sus estudiantes son del estado de Iowa.
La Universidad del Norte de Iowa fue fundada como resultado de dos fuerzas influyentes del siglo XIX. En primer lugar, Iowa quería cuidar de los huérfanos de los veteranos de la Guerra Civil y, en segundo lugar, Iowa necesitaba una institución pública de formación de docentes. En 1876, cuando Iowa ya no necesitaba un hogar para huérfanos, los legisladores Edward G. Miller y HC Hemenway fundaron la Escuela Normal del Estado de Iowa.
El primer edificio de la escuela se inauguró en 1869 y se conocía como Central Hall. El edificio contenía aulas, áreas comunes y una vivienda para la mayoría de los estudiantes. También fue la residencia del primer director de la universidad, James Cleland Gilchrist. El edificio era el corazón y el alma de la escuela, lo que permitía a los estudiantes estudiar cursos de dos, tres y cuatro años. En 1965, un incendio destruyó Central Hall, y la facultad de la escuela y los ciudadanos de Cedar Falls donaron más de $5,000 para comenzar a construir Gilchrist Hall.
La escuela ha sido conocida con los siguientes nombres:
- Escuela Normal del Estado de Iowa – 1876-1909
- Colegio de Maestros del Estado de Iowa, 1909 – 1961
- Universidad Estatal de Iowa, 1961 – 1967
- Universidad del Norte de Iowa, 1967 – presente

### Presidentes
Desde su fundación, la universidad ha tenido once presidentes. 
- James Cleland Gilchrist, 1876–1886
- Homero Horatio Seerley, 1886–1928
- Orval Ray Latham, 1928-1940
- Precio de Malcolm Poyer, 1940–1950
- James William Maucker, 1950-1970
- John Joseph Kamerick, 1970–1983
- Constantino William Curris, 1983–1995
- Robert D. Koob, 1995–2006
- Benjamín J. Allen, 2006–2013
- Guillermo Ruud, 2013–2016
- Mark Nook, 2017-presente

### Estadísticas de estudiantes
La inscripción total del semestre de otoño de 2019 fue de 10,497, la más baja desde 1975. Su matrícula de primer año fue de 1.495. El presidente de UNI, Mark Nook, atribuyó la disminución al aumento de la matrícula y dijo que "somos demasiado caros". La clase entrante de 2016 marcó la clase más diversa en la historia de UNI con un 11,2 % de estudiantes pertenecientes a minorías. Los estudiantes de minorías ahora representan poco más del 10 % del alumnado de UNI.

### Centro de Estudios en el Extranjero
UNI brinda una oportunidad para que los estudiantes estudien en más de 25 países y seleccionen entre más de 40 programas. La misión del Centro de Estudios en el Extranjero de la Universidad del Norte de Iowa es brindar servicio y liderazgo en educación internacional a los estudiantes, profesores, personal de UNI, la comunidad y el Estado de Iowa.

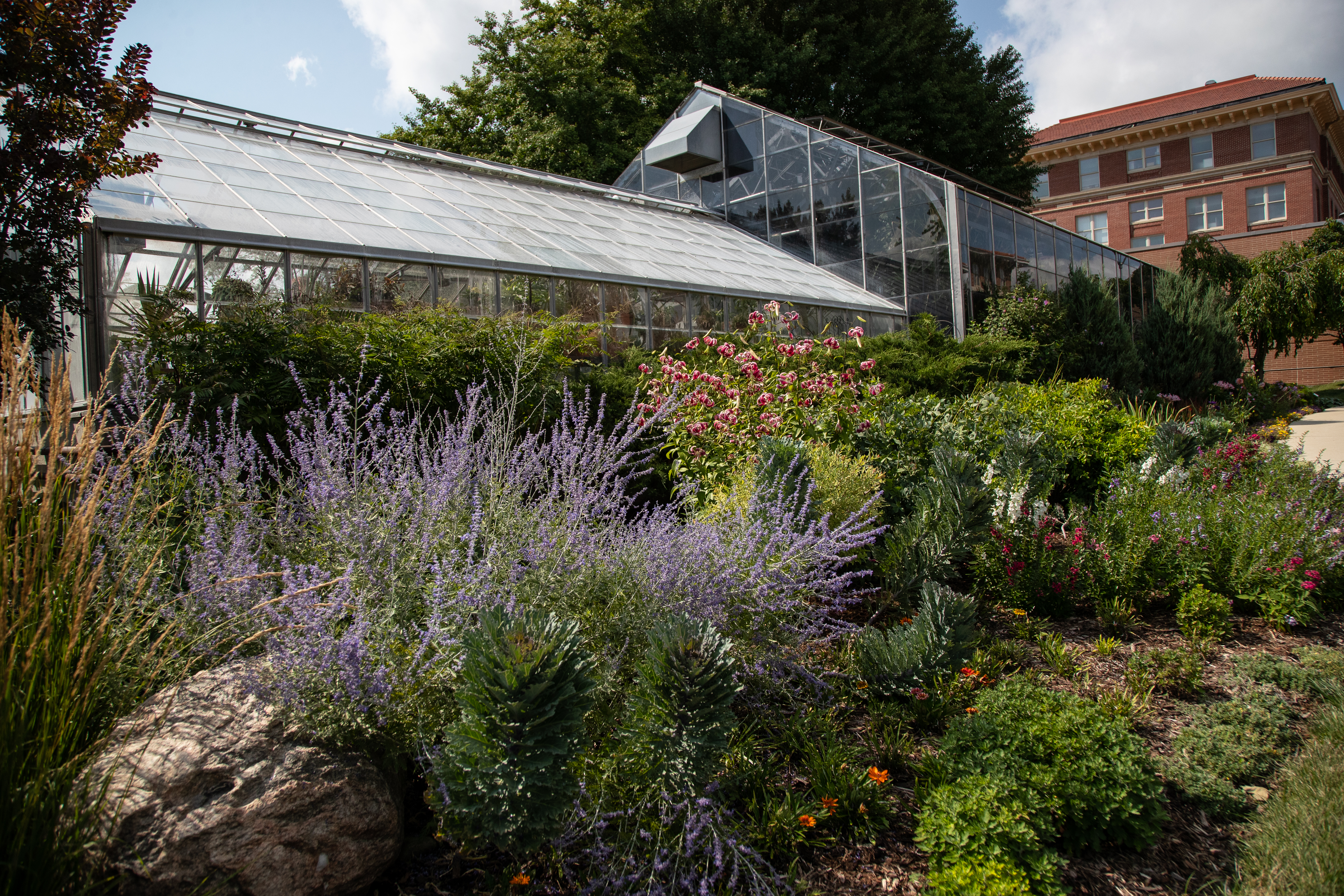
Invernadero de Docencia e Investigación UNI

### Invernadero de docencia e investigación
El Invernadero de Enseñanza e Investigación de la Universidad del Norte de Iowa es un complejo de invernaderos que incorpora jardines botánicos para la investigación y la educación. Está ubicado en el campus de la Universidad del Norte de Iowa en Cedar Falls, Iowa.

### Facultad
- Donna Alvermann, ex profesora de educación, ahora distinguida profesora e investigadora en educación en la Universidad de Georgia
- Jeremy Beck, compositor, profesor asociado de Composición y Teoría (1992-1998)
- Harry Brod, ex profesor
- Herb Hake, personalidad de televisión
- James Hearst, poeta y exprofesor
- Miguel Franz Pinto, entrenador vocal, director de orquesta y pianista
- Mildred Hope Fisher Wood, profesora y exalumna de la misma universidad
- Loree Rackstraw, crítica literaria y escritora de memorias
- Leland Sage, ex profesor
- Norm Stewart, exentrenador de baloncesto masculino que se convirtió en entrenador en la Universidad de Misuri
- Robert James Waller, exalumno, ex profesor y decano de la Facultad de Administración de Empresas, autor de The Bridges of Madison County
- Norma Wendelburg, compositora